# Musée des lettres de Tchekhov

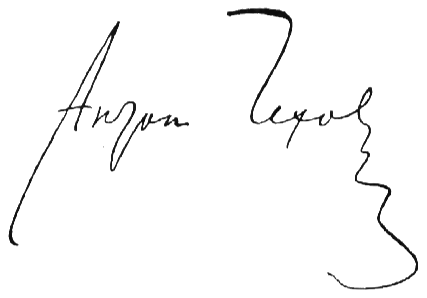
Signature d'Anton Tchekhov

Le musée des lettres de Tchekhov (Музей писем А.П. Чехова) est un petit musée de Russie situé à Tchekhov dans l'oblast de Moscou, donc à proximité de Moscou. Inauguré le 15 juillet 1987, ce musée est consacré à la nombreuse correspondance de l'écrivain et dramaturge Anton Tchekhov (1860-1904). Une statue de bronze de l'écrivain d'une hauteur de trois mètres, sculptée par M. K. Anikouchine (1917-1997), se dresse devant le musée.

## Historique
Tchekhov écrit au rédacteur en chef du journal Niva, Tikhonov, le 28 décembre 1895: « un nouveau bureau de poste va ouvrir après le nouvel an chez nous (c-à-d à Lopasnia, dans le gouvernement de Moscou - aujourd'hui Tchekhov, dans l'oblast de Moscou), avec distribution quotidienne du courrier; je pourrai enfin répondre correctement à mes lettres à partir du nouvel an. » Le bureau de poste de Lopasnia ouvre donc le 2 janvier 1896. Tchekhov en a été grandement à l'initiative, car en ces années où il habitait Melikhovo (1892-1899), il avait environ quatre cents correspondants ! Plus de deux mille lettres seulement connues et publiées envoyées par lui ont transité par le bureau de poste de Lopasnia.
Le musée se trouve donc aujourd'hui dans la même petite maison où se trouvait autrefois ce bureau de poste campagnard. Le bureau de poste de Lopasnia a été ouvert en 1896 grâce aux demandes répétées de l'écrivain. Au bout de neuf mois, les habitants obtiennent également le télégraphe, à l'inauguration duquel assiste Tchekhov, avant de se rendre aux répétitions de La Mouette à Saint-Pétersbourg.
Le musée présente la salle du bureau de poste-télégraphe telle qu'elle se trouvait à l'époque de Tchekhov avec une grande précision historique en ce qui concerne le décor et les objets, dont un téléphone d'Alexander Graham Bell et un appareil de Samuel Morse. Une autre salle plus petite, construite à cet effet, sert à des expositions, des concerts ou des lectures publiques. Les archives du musée conservent une partie du fonds épistolaire de l'écrivain, des timbres à son effigie, aussi bien russes qu'étrangers, des livres avec son autographe, des cartes postales d'époque des lieux visités par Tchekhov, etc.

## Adresse
- Musée des lettres de Tchekhov (Музей писем Чехова ; Mouzeï pissem Tchekhova)
- 142301, Московская область, г. Чехов, ул. Чехова, д. 4а ; 4a rue Tchekhov (oulitsa Tchekhova), Tchekhov, 142301 oblast de Moscou (Moskovskaïa oblast), Russie.
- Téléphone: (49672) 240-79
- Le musée est ouvert tous les jours de 10 h à 17 h sauf le lundi et le dernier vendredi du mois.

## Accès
De Moscou, prendre le train de banlieue à la gare de Koursk, jusqu'à l'arrêt Tchekhov. Le musée se trouve à pied non loin de la place de la Gare. Ou bien prendre l'autobus 365 de la station Ioujnaïa (Южная), jusqu'à la station Tchekhov (Чехов).
Le billet d'entrée coûte 120 roubles pour les touristes étrangers.

## Source
- (ru) Cet article est partiellement ou en totalité issu de l’article de Wikipédia en russe intitulé « Музей писем А. П. Чехова » (voir la liste des auteurs).